# 瑞穂村 (栃木県)
瑞穂村（みずほむら）は栃木県の南部、下都賀郡に属していた村である。

## 地理
- 山岳 - 磯山
- 河川 - 巴波川、永野川

## 大字
- 牛久（うしく）
- 上高島（かみたかしま）
- 川連（かわつれ）
- 北武井（きたたけい）
- 蔵井（くらい）
- 下高島（しもたかしま）
- 土与（どよ）
- 真弓（まゆみ）
- 横堀（よこぼり）

## 歴史
- 1889年（明治22年）4月1日 - 町村制施行により、上高島村、下高島村、北武井村、横堀村、牛久村、土与村、川連村、蔵井村、真弓村が合併し下都賀郡瑞穂村が成立する。
- 1956年（昭和31年）9月30日 - 富山村、水代村と合併し大平村となる。

## 行政
- 瑞穂村長

| 代 | 氏名       | 就任                       | 退任                      | 備考 |
| -- | ---------- | -------------------------- | ------------------------- | ---- |
| 1  | 福富覚二郎 | 1889年（明治22年）5月26日  | 1891年（明治24年）2月26日 |      |
| 2  | 関口徳三郎 | 1891年（明治24年）3月9日   | 1905年（明治38年）12月2日 |      |
| 3  | 落合秀三郎 | 1905年（明治38年）12月25日 | 1909年（明治42年）2月15日 |      |
| 4  | 新村治三郎 | 1910年（明治43年）1月20日  | 1921年（大正10年）5月2日  |      |
| 5  | 山根市郎次 | 1921年（大正10年）5月19日  | 1929年（昭和4年）9月5日   |      |
| 6  | 福富真治   | 1929年（昭和4年）9月10日   | 1933年（昭和8年）3月1日   |      |
| 7  | 生井久吉   | 1933年（昭和8年）3月7日    | 1946年（昭和21年）9月18日 |      |
| 8  | 田中東壽   | 1947年（昭和22年）4月5日   | 1956年（昭和31年）9月29日 |      |

出典:『栃木県町村合併誌 第五巻』, p. 287-288